# E713
La ruta europea E713 és una carretera que forma part de la Xarxa de carreteres europees. Comença a Valença (França) i finalitza a Grenoble (França). Té una longitud de 92 km. Té una orientació de sud a nord.